# 紺青 (セラミック顔料)
紺青（こんじょう）は、セラミック顔料の1つで、青色の顔料である。一般の無機顔料の紺青（プルシアンブルー）とは化学的組成は全く異なる。
組成式はCoO・Al2O3・SiO2（酸化コバルトと二酸化ケイ素、酸化アルミニウムのスピネル）で表される。化学的に見ればセラミック顔料のコバルトブルーに含まれる酸化亜鉛を二酸化ケイ素に置き換えた顔料であるといえる。酸化コバルトにカオリン、ろう石を配合して1200℃で焼成してつくられる。紺青の色は単にCoOを釉薬に加えても得られるが、CoOを釉中で均一に分散させることが難しく、希釈増量した形で分散させやすくすることにおいて意義のある顔料といえる。紺青の存在意義のもう1つは、不純物として釉薬の発泡の原因となる3価のコバルトを含むCo3O4が混じっているため、コバルトを全て2価の状態にしておく必要性があることである。
紺青はカオリン・ろう石が原料なので素地・釉薬との親和性がよく、釉薬用のみならず下絵用や素地練りこみ用の顔料としても使われる。